# Piove (Ciao, ciao bambina)
Piove/Plouă (Ciao, ciao bambina) este un cântec italian scris de Domenico Modugno pe text de Eduardo Verde. A câștigat premiul I la Festivalul de la Sanremo din 1959.

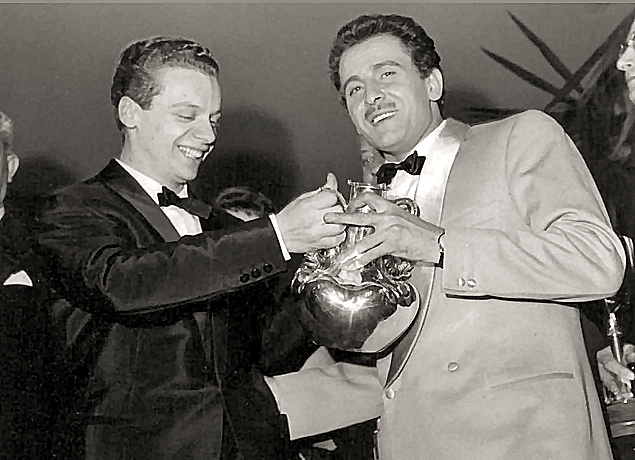
Domenico Modugno și Johnny Dorelli premiați la Festivalul de la Sanremo din 1959

## Istoric
După succesul repurtat în Statele Unite de cântecul Volare în Statele Unite ale Americii, unde a fost în topul prererințelor timp de treisprezece săptămâni, Domenico Modugno a plecat într-un turneu în America de Nord și America de Sud. În timp ce aștepta un tren în gara Pittsburgh din Pennsylvania, asistase la îmbrățișarea de rămas bun a unei perechi de logodici pe când stăteau în ploaie. Imaginea l-a determinat pe Modugno să-și noteze câte versuri care descriau această despărțire. Întors în Italia În decembrie 1958, i-a propus lui Franco Migliacci să colaboreze pentru producerea unui cântec. Textierul nu era interesat, astfel încât Modugno și-a asigurat colaborarea lui Eduardo Verde cu care mai colaborase în trecut și cu care a finalizat cântecul.
Căntecul a fost înregistrat în ianuarie 1959, fiind difuzat cu titlul „Piove (ciao ciao bambina)/Ventu d'estati”. Tot în ianuarie 1959, cântecul a fost prezentat la Festivalul de la Sanremo fiind unde a fost interpretat de două ori, o dată de Modugno și o dată de Johnny Dorelli, câștigând premiul I. La sfârșitul anului 1959, cântecul a fost prezentat de Joe Sentieri la concursul Canzonissima unde a câștigat de asemenea primul loc.
Cântecul a fost ales ca intrare italiană în interpretarea lui Domenico Modugno la Concursul Eurovision din 1959, unde s-a clasat pe locul 6.

## Text
Cântecul este o baladă dramatică. Cântărețul îi spune iubitei sale că sunt siliți să se despartă, deși o mai iubește extrem de mult.
| Text original în limba rusă | Traducere în limba română |
| Mille violini suonati dal vento Tutti i colori dell'arcobaleno Vanno a fermare una pioggia d'argento Ma piove, piove sul nostro amor Ciao, ciao, bambina, un bacio ancora E poi per sempre ti perderò Come una fiaba, l'amore passa: C'era una volta poi non c'è più Cos'è che trema sul tuo vizino È pioggia o pianto dimmi cos'è Vorrei trovare parole nuove Ma piove, piove sul nostro amor Ciao, bambina! Ti voglio bene da morire! Ciao! Ciao! Ciao, ciao, bambina, non ti voltare Non posso dirti rimani ancor Vorrei trovare parole nuove Ma piove, piove sul nostro amor | O mie de viori cântate de vânt Și toate culorile curcubeului Se duc să oprească ploaia argintie, Însă plouă, plouă peste dragostea noastră Ciao, ciao, bambina, încă o sărutare Și-apoi te voi pierde pentru totdeauna Dragostea trece ca un basm: Ceea ce a existat, nu mai există Spune-mi ce tremură pe obrazul tău E o picătură de ploaie sau o lacrimă? Aș vrea să găsesc cuvinte noni Însă plouă, plouă peste dragostea noastră Ciao, bambina! Te iubesc nespus de mult! Ciao! Ciao! Ciao, ciao, bambina, nu te întoarce Nu-ți pot spune să mai stai Aș vrea să găsesc cuvinte noi Însă plouă, plouă peste dragostea noastră |

## Interpretări
Succesul cântecului în foarte multe țări a determinat numeroși artiști să-l includă în repertoriul lor. Mulți artiști, un doar cei din Italia, au interpretat cântecul în limba italiană. Totuși, cântecul a fost tradus și în multe alte limbi. 
- Intepretări în limba italiană. Dintre cântăreții care au interpretat cântecul în limba italiană se menționează: Joe Sentieri (1959), Johnny Dorelli (1959), Aurelio Fierro (1959), Nunzio Gallo (1959), Fred Buscaglione (1959), Willy Alberti (1959), Bruno Martino (1959), Arturo Testa (1959), Connie Francis (1959), Charles K.L. Davis (1960), Luciano Tajoli (1961), Renzo Arbore (parțial în limba engleză, 1961), Bob Azzam (1961), Marino Marini (1962), Emilio Pericoli (1962), Mario Del Monaco (1962),  Toni Carroll (1962), Rocco Granata (1963), Cvartetul Ames Brothers (1963), Buddy Greco (parțial în limba engleză) (1964), Franco Pagani (1964), Sergio Franchi (1969), Claudio Villa (1974), Tanju Okan (1975), grupul Arpioni (2001), Dany Brillant (2001), Karel Bláha (2001), Michael Junior (2002), Lisa Ono (2007), Paul Austin Kelly (2008), Panama (2010), Alessandro Ristori (2011), Formația Il Volo (2015), Aldo Busuttil (2015)
- În limba engleză: The Four Aces (1959), Cliff Adams Singers (1959), The Barry Sisters (1960), Kong Ling (în cantoneză 江玲) (înregistrat în Hong-Kong) (1961), Joni James (1964), Bing Crosby cui Rosemary Clooney (1965), George Maharis (1966), Jerry Vale (1968),  Sylvia (1976), Enrico Farina (1978), André Hazes (1980), Papa Winnie (2009), Peter Joosten (2013), Johnny Martino (2015) Bobby Rydell (2015), Antonio Diodato (2020)
- În limba germană: Caterina Valente (1959) (a înregistrat și o versiune în limba italiană), Ralf Bendix (1959), Peter Alexander (1959), Gerhard Wendland (1960), Die Flippers (1996), Bata Illić (parțial si in limba italiană) (2011), grupul Feldberger (2011), Vanessa Neigert (2012), Götz Alsmann (2017)
- În limba franceză: Dalida (pe text de Jacques Larue) (1959) (a înregistrat și versiuni în limba italiană și germană), Teddy Reno (1959), Frédéric François (1999)
- În limba spaniolă 1959 – Nunzio Gallo (pe text de Luis Gómez Escolar) (1959) (a înregistrat și o versiune în limba italiană), Fernando Albuerne (1959), Luis Aguilé (1967), Bertín Osborne (cu orchestra dirijată de Danilo Vaona) (1981)
- În limba maghiara: Ilona Hollós (1960), László Komár (pe versuri de Vándor Kálmán Jr.) (1990)
- în limba poloneză: Sława Przybylska pe versuri de Ola Obarska (1959)
- În limba daneză: Gustav Winckler (pe text de Peter Mynte) (1967), Grethe Ingmann (1976)
- În limba olandeza: Ray van der Heiden
- În limba finlandeză: Leif Wager (pe versuri de Reino Helismaa) (1959), Markku Aro (1988)
- În limba suedeză: Brita Borg (pe text de Gösta Rybrant) (1959)
- În limba islandeză: Haukur Morthens (1963)

De asemenea, există multe interpretări instrumentale, fie orchestrale, fie pe diferite instrumente.
Dintre înregistrările orchestrale, cele mai cunoscute sunt cele ale orchestrele conduse de Jacky Noguez (1959), Ennio Morricone (1960), Percy Faith (1963), Hugo Montenegro (1964), Xavier Cugat (1964),  Paul Mauriat (1965), Raymond Lefèvre (1965), Franck Pourcel (1973), Bebu Silvetti (1977) și ansamblurile The 50 Guitars of Tommy Garrett (1964), Captain Cook und seine singenden Saxophone (2016) . 
Dintre versiunile înregistrate de soliștii diferitelor instrumente sunt de menționat cele realízate de Jean Pâques (1965) - pian, Emile Pandolfi (1999) – pian, Francis Goya (1979) - chitară, Joss Baselli – acordeon (1960), Frank Marocco – acordeon (1990), Mario Migliardi – orgă Hammond (1960), Florian Hutter – orgă Wersi (2015)